# Meek Mill
Robert Rihmeek Williams, född 6 maj 1987, känd professionellt som Meek Mill, är en amerikansk rappare, sångare, låtskrivare och aktivist. Han växte upp i Philadelphia. Han var med och bildade den kortlivade rapgruppen The Bloodhoundz. År 2008 fick han sitt första skivkontrakt genom den Atlanta-baserade rapparen T.I. I februari 2011, efter att ha lämnat Grand Hustle Records, skrev Meek Mill kontrakt med Maybach Music Group (MMG) som tillhör rapparen Rick Ross. Meek Mills debutalbum, Dreams and Nightmares, släpptes 2012 av MMG och Warner Bros. Records. Albumet, som föregicks av singeln Amen gick in på plats två på Billboard 200-listan.